# Alwin Riemke
Alwin "Alv" Riemke (2. veljače 1910. – 2009.) bio je njemački nogometni vratar i trener.

## Karijera

### Igrač
Alv Riemke je klupsku karijeru započeo u VfB Leipzigu, u kojem je igrao 2 godine, do 1930. Karijeru je nastavio i završio u minhenskom TSV-u. Nastupao je na poziciji vratara, i to uspješnog, no puno je uspješniji postao kao trener.

### Trener
1934., otišao je u švicarsku kao trener Basela. U Njemačku se vratio kao trener SpVgg Fürtha. Imao je solidne uspjehe u dva kluba, ali bez trofeja. Prvi trofej osvaja 1940. s Nürnbergom, kada osvaja "Tschammerpokal". U finalu je igrao s Dresdnerom i pobijedio rezultatom 2:1, 1. prosinca 1940. godine. Nakon Nürnberga, 1947. je kratko trenirao Fürth, pa od iste godine trenira Bayern uz dva kratkotrajna prekida. Nakon Bayerna, otišao je u mirovinu 1951. godine.

## Vanjske poveznice
- Profil na "weltfussball.de"